# Ringbrynnstjärnarna (Åsarne socken, Jämtland, 696278-137985)
Ringbrynnstjärnarna är en sjö i Bergs kommun i Jämtland och ingår i Ljungans huvudavrinningsområde.